# Estádio Plácido Aderaldo Castelo
Estádio Castelão je višenamjenski stadion u Fortalezeu, Brazil. Stadion je izgrađen 1973., a renoviran je 2012. za Svjetsko nogometno prvenstvo u Brazilu 2014. godine. Stadion koriste nogometni klubovi Ceará SC i Ferroviário AC, a kapacitet stadiona je oko 65.000 mjesta.  

## Vanjske poveznice
- (port.) Službena stranica stadiona